# Saison 3 de Young and Hungry
Chronologie
Saison 2 Saison 4
Cet article est le guide des épisodes de la troisième saison de la série télévisée Young and Hungry.

## Synopsis
Un riche et jeune entrepreneur de San Francisco, Josh Kaminski, engage une blogueuse culinaire, Gabi Diamond, afin qu'elle devienne sa chef personnelle. Prête à tout pour garder son emploi, Gabi doit montrer ses compétences à Josh ainsi qu'à son bras-droit, Elliot Park. Gabi est entourée de sa meilleure-amie Sofia Rodriguez mais aussi par Yolanda, l'intendante de Josh.

## Distribution

### Acteurs principaux
- Emily Osment : Gabi Diamond
- Jonathan Sadowski : Josh Kaminski
- Rex Lee : Elliot Park
- Aimee Carrero : Sofia Rodriguez
- Kym Whitley (en) : Yolanda

### Acteurs récurrents
- Bryan Safi : Alan
- Jayson Blair : Jake Kaminski

### Invités
- Cheryl Hines : Kathy Kaminski[1] (épisode 4)
- Jerry O'Connell : Nick Diamond[1] (épisode 4)
- Rachael Ray : elle-même[2] (épisode 6)

## Liste des épisodes

### Épisode 1: Titre français inconnu (Young & The Next Day)
- États-Unis : 648 000 téléspectateurs[5] (première diffusion)

### Épisode 2: Titre français inconnu (Young & Coachella)
- États-Unis : 530 000 téléspectateurs[6] (première diffusion)

### Épisode 3: Titre français inconnu (Young & First Date)
- États-Unis : 569 000 téléspectateurs[7] (première diffusion)

### Épisode 4: Titre français inconnu (Young & Parents)
- États-Unis : 623 000 téléspectateurs[8] (première diffusion)

### Épisode 5: Titre français inconnu (Young & Therapy)
- États-Unis : 440 000 téléspectateurs[9] (première diffusion)

### Épisode 6: Titre français inconnu (Young & Rachael Ray)
- États-Unis : 529 000 téléspectateurs[10] (première diffusion)

### Épisode 7: Titre français inconnu (Young & Rob'd)
- États-Unis : 518 000 téléspectateurs[11] (première diffusion)

### Épisode 8: Titre français inconnu (Young & Getting Real)
- États-Unis : 450 000 téléspectateurs[12] (première diffusion)

### Épisode 9: Titre français inconnu (Young & Lottery)
- États-Unis : 485 000 téléspectateurs[13] (première diffusion)

### Épisode 10: Titre français inconnu (Young & Lottery)
- États-Unis : 538 000 téléspectateurs[15] (première diffusion)